# Jasionka (przystanek kolejowy)
Jasionka – zlikwidowany przystanek kolejowy w Żagańcu na linii kolejowej nr 389 Żagań – Jankowa Żagańska, w powiecie żagańskim, w województwie lubuskim, w Polsce.